# Teeth of Lions Rule the Divine
I Teeth of Lions Rule the Divine sono un gruppo inglese drone doom, formato nel 2001 da diversi membri di altre band.
Il loro nome è ispirato dalla seconda traccia dell'album Earth 2 degli Earth.
La loro musica è pesante, lenta e ripetitiva, richiama le sonorità di band come Khanate e Burning Witch.

## Membri
- Lee Dorrian - voce (Cathedral, Napalm Death)
- Stephen O'Malley - chitarra (Khanate, Sunn O))), Burning Witch, Thorr's Hammer)
- Greg Anderson - basso, organo (Goatsnake, Sunn O))), Burning Witch, Thorr's Hammer)
- Justin Greaves - batteria (Iron Monkey, Electric Wizard)

## Discografia
- 2002 - Rampton